# آری ده وینتر
آری ده وینتر (هلندی: Arie de Winter؛ 28 August 1915) بازیکن فوتبال اهل هلند بود.